# Bronseufonia
Bronseufonia (Euphonia mesochrysa) är en fågel i familjen finkar inom ordningen tättingar. Den förekommer i Anderna i Sydamerika. Arten minskar i antal, men beståndet anses vara livskraftigt.

## Utseende och läte
Bronseufonian är en liten grönaktig fink. Hanen har lysande gul panna, orangefärgad buk och blågrå ton på huvud och vingar. Honan liknar andra eufoniahonor, men har gul strupe, vitaktig buk och vanligen antydan till grått i nacken och på vingarna. Lätet är rätt karakteristiskt för att vara en eufonia, en uppseendeväckande serie med pipiga visslingar och ringande drillar.

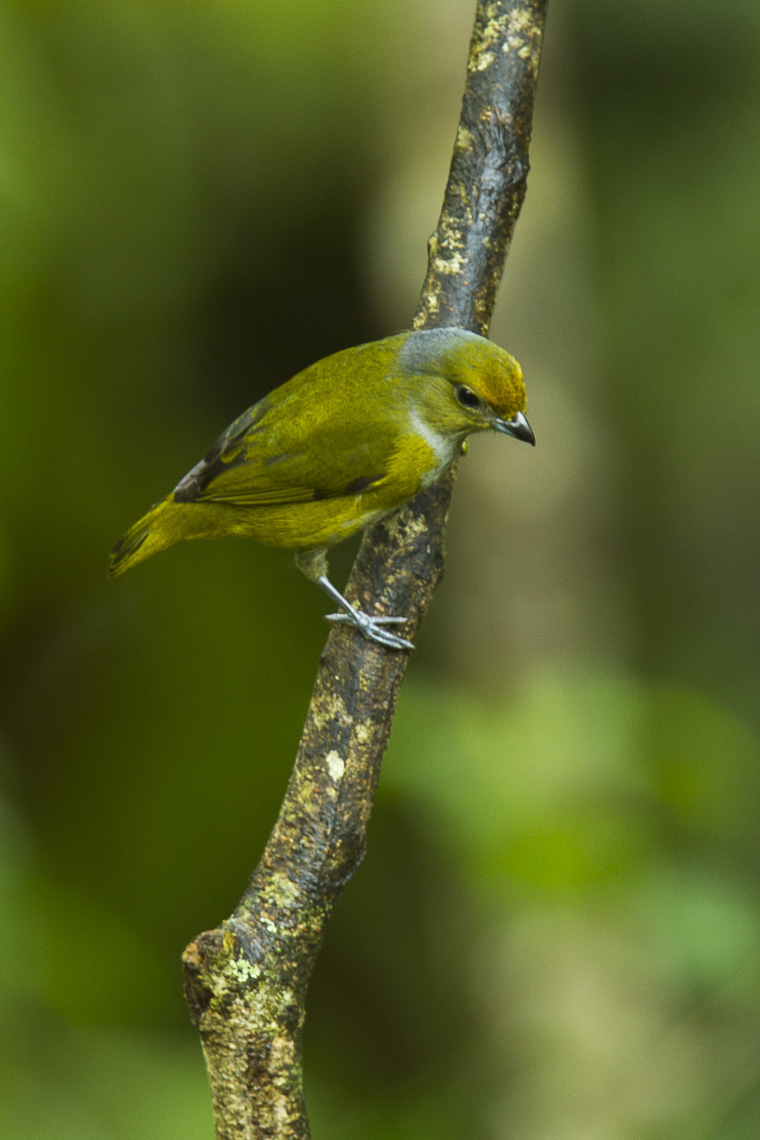

## Utbredning och systematik
Bronseufonia förekommer utmed Andernas östsluttning i Sydamerika. Den delas in i tre underarter med följande utbredning:
- Euphonia mesochrysa mesochrysa – förekommer från centrala Colombia (Magdalenadalen) till östra Ecuador
- Euphonia mesochrysa media – förekommer i subtropiska Anderna i norra och centrala Peru
- Euphonia mesochrysa tavarae – förekommer i Anderna från sydöstra Peru till nordvästra Bolivia

### Familjetillhörighet
Tidigare behandlades släktena Euphonia och Chlorophonia som tangaror, men DNA-studier visar att de tillhör familjen finkar, där de tillsammans är systergrupp till alla övriga finkar bortsett från släktet Fringilla.

## Levnadssätt
Bronseufonian hittas i molnskog, där den födosöker rätt högt upp i fruktbärande träd. Ibland slår den följe med kringvandrande artblandade flockar. 

## Status och hot
Arten har ett stort utbredningsområde, men tros minska i antal, dock inte tillräckligt kraftigt för att den ska betraktas som hotad. Internationella naturvårdsunionen IUCN listar arten som livskraftig (LC).